# Roselyne Crausaz

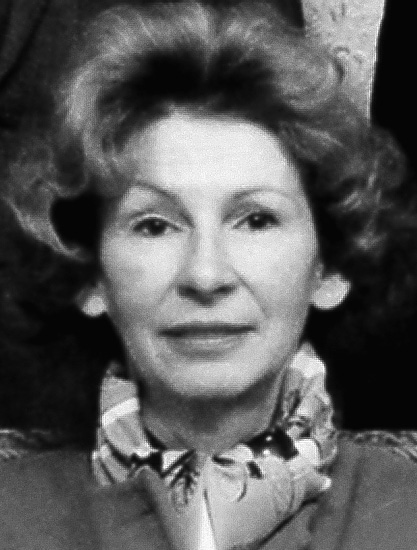
Roselyne Crausaz

Roselyne Crausaz (* 19. März 1943 in Freiburg im Uechtland; heimatberechtigt in Freiburg und Cheiry) ist eine schweizerische Politikerin. Sie ist ehemalige christlichdemokratische Staatsrätin des Kantons Freiburg und die erste Frau in einer Kantonsregierung der Westschweiz.

## Leben und Wirken
Roselyne Crausaz wurde als Tochter des Aloys Crausaz, Dienstchef der kantonalen Polizeidirektion, und der Yvonne geborene Ayer geboren. Sie besuchte das Institut St. Josef Guglera in Giffers und das Kollegium Gambach in Freiburg. Nach ihrem Studium in Wirtschafts- und Sozialwissenschaften an der Universität Freiburg, das sie 1967 mit dem Lizentiat abschloss, arbeitete sie ab 1968 als wissenschaftliche Mitarbeiterin beim Bundesamt für Statistik. Von 1969 bis 1986 war Crausaz als stellvertretende Sektionschefin für die Hochschulförderung in der Abteilung für Wissenschaft und Forschung (ab 1973 Amt für Wissenschaft und Forschung, ab 1979 Bundesamt für Bildung und Wissenschaft) im Eidgenössischen Departement des Innern zuständig. 1988 heiratete sie Zoltán Németh, Sportlehrer ungarischer Herkunft.
Crausaz begann ihre politische Laufbahn in den 1970er Jahren. Sie betätigte sich in mehreren Frauenvereinen und war 1970 Mitgründerin der Freiburger Sektion des Schweizerischen Verbands der Akademikerinnen sowie 1978 der Kommission Frau und Gesellschaft innerhalb der Freiburger Christlichdemokratischen Volkspartei (CVP). Ab 1980 wurde sie in verschiedene politische Ämter gewählt: Insbesondere nahm sie als Vertreterin der CVP von 1980 bis 1986 Einsitz im Freiburger Grossen Rat sowie ab 1982 im Generalrat der Stadt Freiburg (Legislative), den sie von 1982 bis 1983 präsidierte. Einiges Aufsehen erregte 1986 ihre Kandidatur und Wahl in den Freiburger Staatsrat. Als einzige Frau auf der Wahlliste schaffte Crausaz den Sprung in den Staatsrat, womit sie die erste Frau in einer Kantonsregierung der Westschweiz wurde. An der Spitze der Baudirektion leitete sie wichtige Projekte im Bereich der Verkehrsinfrastruktur, der Raumplanung und des Umweltschutzes. Zuerst als sachverständige und glaubwürdige Vertreterin der politischen Mitte gepriesen, sah sie sich gegen Ende ihrer Amtszeit mit zahlreichen sexistischen Angriffen konfrontiert, die ihr abwechselnd Inkompetenz, eine arrogante Haltung und – im Widerspruch dazu – eine angeblich übertriebene Dialogbereitschaft vorwarfen. 1991 erreichte Crausaz im ersten Wahlgang der Staatsratswahlen zwar den sechsten Platz unter den 21 Kandidaten, wurde dann aber von ihrer Partei fallengelassen und gezwungen, auf den zweiten Wahlgang zugunsten der drei besser platzierten CVP-Kandidaten zu verzichten.
Nachdem Crausaz 1995 bei den Nationalratswahlen auf der Liste der Schweizerischen Volkspartei (SVP) gescheitert war, zog sie sich aus der Politik zurück und wurde in der Kommunikationsberatung und Organisation von Tagungen tätig. Ferner engagierte sie sich in zahlreichen lokalen und internationalen Organisationen, in denen sie sich mit bildungspolitischen, kulturellen und sozialen Fragen auseinandersetzte (u. a. Soroptimist). Ende der 1990er Jahre war sie Mitglied der Eidgenössischen Kommission für die Alters- und Hinterlassenenversicherung (AHV).